# Dobieszewko (województwo kujawsko-pomorskie)
Dobieszewko – wieś w Polsce położona w województwie kujawsko-pomorskim, w powiecie nakielskim, w gminie Kcynia.
W latach 1975–1998 miejscowość należała administracyjnie do województwa bydgoskiego.